# Michael Stich
Pour les articles homonymes, voir Stich.
Michael Stich, né le 18 octobre 1968 à Pinneberg, est un ancien joueur de tennis professionnel allemand.
Il connut son heure de gloire en 1991 en remportant le tournoi de Wimbledon. Il a aussi gagné le double messieurs à Wimbledon aux côtés de John McEnroe l'année suivante et les Jeux olympiques de 1992 avec Boris Becker. Michael Stich a également été finaliste à l'US Open en 1994 et à Roland-Garros en 1996. Il a remporté la Coupe Davis avec l'Allemagne en 1993.

## Carrière
La carrière professionnelle de Stich commence en 1988 et il gagne son premier titre sur le circuit ATP à Memphis en 1990. Un an plus tard, il arrive en demi-finale à Roland-Garros, où il perd contre Jim Courier, puis à Wimbledon, où il gagne le titre. Il bat à cette occasion les deux meilleurs joueurs du monde sur gazon de l'époque, qui s'étaient retrouvés les trois années précédentes en finale du tournoi, le suédois Stefan Edberg en demi-finale (4-6, 7-6, 7-6, 7-6) et son compatriote Boris Becker en finale (6-4, 7-64, 6-4).
L'année suivante, il échoue en quart de finale à Wimbledon en simple mais gagne le tournoi de double avec John McEnroe. Peu après, malgré sa relation difficile avec Becker, il gagne avec lui la médaille d'or au tournoi de double des Jeux olympiques de 1992.
En 1993, il est le chef de file de la sélection allemande de Coupe Davis qui bat en finale l'Australie, il s'agit du troisième titre pour l'Allemagne dans cette épreuve. Peu avant cette finale, il s'était imposé aux Masters (ATP World Tour World Championship) en 1993 en battant Pete Sampras en finale.
Il atteint la finale de l'US Open en 1994, où il perd contre Andre Agassi. Peu après, il connaît quelques blessures qui le font reculer au classement mondial mais il réussit un retour au premier plan en 1996, en atteignant la finale de Roland-Garros, où il est battu par Ievgueni Kafelnikov en trois sets.
Le plus mauvais souvenir de la carrière de Stich restera certainement la demi-finale de Coupe Davis en 1995 face à la Russie à Moscou. Cette année-là, Becker et Stich avaient décidé de jouer ensemble l'épreuve (contrairement à 1993) pour ramener le trophée en Allemagne. Lors du dernier match qui était décisif, face à Chesnokov, Stich perd 12-14 au cinquième set après avoir servi pour le match et obtenu neuf balles de match.
Stich mit fin à sa carrière en 1997 à Wimbledon. Il atteint cette année-là les demi-finales, où il s'incline face à Cédric Pioline en cinq sets, ratant de peu une finale face à Pete Sampras pour ses adieux.
Le talent de Stich et sa capacité à jouer sur toutes les surfaces lui ont permis de faire partie des rares joueurs à avoir gagné des tournois sur toutes les surfaces (ce qu'il fit en plus sur une seule année). Il est aussi un des cinq joueurs de sa génération à avoir un bilan positif dans ses face-à-face avec Pete Sampras (les autres étant Sergi Bruguera, Leander Paes, Paul Haarhuis et Richard Krajicek).
Il est l’un des trois seuls joueurs, avec Pete Sampras et Boris Becker, à avoir remporté en simple Wimbledon (1991), les Masters (1993) et la Coupe du Grand Chelem (1992) ; les tournois les plus prestigieux de son époque sur surface rapide (gazon et moquette indoor).
Durant sa carrière, Stich a gagné 18 titres en simple et 10 en double et son meilleur classement à l'ATP a été 2e en 1993. Il a été un capitaine éphémère de l'équipe allemande de Coupe Davis en 2001 et 2002.
En 2006, il fait un bref retour avec une Wild Card au Masters de Hambourg, où il perd dès le premier tour avec son compatriote Mischa Zverev contre la paire Simon Aspelin / Paul Hanley 4-6, 2-6.

## Relation avec Boris Becker
Pendant sa carrière, les deux joueurs ont toujours été opposés, Stich étant considéré comme le numéro deux car il a obtenu ses titres après « Boum-Boum ». À quasiment chaque interview, une question sur la relation personnelle avec Boris Becker était posée.
Cet « après Becker » s'explique en partie par une erreur de l'arbitre de la finale de Wimbledon en 1991, où celui-ci proclame distinctement Boris Becker vainqueur alors que Michael Stich vient de gagner le match.
Stich a accompli des choses que Becker n'a jamais réussi à faire : remporter plusieurs tournois sur terre battue, gagner des tournois disputés sur quatre surfaces différentes au cours de la même année (1991) ou bien avoir gagné tous les tournois qui étaient organisés en Allemagne du temps de sa carrière.
Nommé capitaine de Coupe Davis de l'équipe d'Allemagne en octobre 2001, il émet le souhait de proposer à Boris Becker alors retraité de jouer une rencontre de barrage contre le Venezuela, en partie pour les contrats télévisuels et pour relancer le tennis en désuétude en Allemagne. Le meilleur joueur allemand de l'époque, Tommy Haas, émet des réticences à cette idée ainsi que Rainer Schüttler qui jouera en simple cette rencontre. Michael Stich préfère alors démissionner de son poste.

## Parcours dans les tournois duGrand Chelem

### En simple
| Année | Open d'Australie | Open d'Australie | Internationaux de France | Internationaux de France | Wimbledon       | Wimbledon   | US Open         | US Open     |
| ----- | ---------------- | ---------------- | ------------------------ | ------------------------ | --------------- | ----------- | --------------- | ----------- |
| 1989  | —                | —                | 2e tour (1/32)           | G. Ivanišević            | 1er tour (1/64) | M. Pernfors | 1er tour (1/64) | J. Tarango  |
| 1990  | 3e tour (1/16)   | A. Gómez         | 2e tour (1/32)           | M. Jaite                 | 3e tour (1/16)  | G. Forget   | 2e tour (1/32)  | I. Lendl    |
| 1991  | 3e tour (1/16)   | G. Forget        | 1/2 finale               | J. Courier               | Victoire        | Bo. Becker  | 1/4 de finale   | I. Lendl    |
| 1992  | 1/4 de finale    | R. Krajicek      | 3e tour (1/16)           | H. Leconte               | 1/4 de finale   | P. Sampras  | 2e tour (1/32)  | B. Gilbert  |
| 1993  | 1/2 finale       | J. Courier       | 1/8 de finale            | G. Prpić                 | 1/4 de finale   | Bo. Becker  | 1er tour (1/64) | H. Holm     |
| 1994  | 1er tour (1/64)  | M. Washington    | 2e tour (1/32)           | A. Krickstein            | 1er tour (1/64) | B. Shelton  | Finale          | A. Agassi   |
| 1995  | 3e tour (1/16)   | K. Nováček       | 1/8 de finale            | M. Chang                 | 1er tour (1/64) | J. Eltingh  | 1/8 de finale   | B. Black    |
| 1996  | —                | —                | Finale                   | I. Kafelnikov            | 1/8 de finale   | R. Krajicek | 2e tour (1/32)  | S. Bruguera |
| 1997  | 2e tour (1/32)   | A. Medvedev      | —                        | —                        | 1/2 finale      | C. Pioline  | —               | —           |

N.B. : à droite du résultat se trouve le nom de l'ultime adversaire.

### En double
| Année | Open d'Australie             | Open d'Australie      | Internationaux de France    | Internationaux de France  | Wimbledon                    | Wimbledon                  | US Open                      | US Open                |
| ----- | ---------------------------- | --------------------- | --------------------------- | ------------------------- | ---------------------------- | -------------------------- | ---------------------------- | ---------------------- |
| 1989  | —                            | —                     | 1/8 de finale C. Saceanu    | M. Bahrami É. Winogradsky | 1er tour (1/32) M. Schapers  | M. De Palmer G. Donnelly   | 1er tour (1/32) E. Jelen     | K. Flach R. Seguso     |
| 1990  | 1er tour (1/32) U. Riglewski | L. Jensen D. Wheaton  | 2e tour (1/16) U. Riglewski | B. Shelton S. Youl        | 2e tour (1/16) U. Riglewski  | B. Drewett W. Masur        | 1er tour (1/32) U. Riglewski | P. Annacone D. Wheaton |
| 1991  | 1/4 de finale U. Riglewski   | P. McEnroe D. Wheaton | 1/8 de finale U. Riglewski  | G. Muller D. Visser       | 1er tour (1/32) U. Riglewski | B. Haygarth B. Talbot      | 1/4 de finale U. Riglewski   | S. Davis D. Pate       |
| 1992  | 1er tour (1/32) U. Riglewski | P. Kühnen M. Oosting  | —                           | —                         | Victoire J. McEnroe          | J. Grabb R. Reneberg       | 1/2 finale J. McEnroe        | J. Grabb R. Reneberg   |
| 1993  | —                            | —                     | —                           | —                         | 1/8 de finale W. Ferreira    | J. Bates B. Black          | 1/8 de finale W. Ferreira    | M. Lucena B. MacPhie   |
| 1994  | 1er tour (1/32) P. Kühnen    | L. Jensen M. Jensen   | —                           | —                         | 1/2 finale W. Ferreira       | T. Woodbridge M. Woodforde | —                            | —                      |

N.B. : le nom du ou de la partenaire se trouve sous le résultat ; le nom des ultimes adversaires se trouve à droite.

## Parcours dans lesMasters 1000
| Année | Indian Wells             | Miami                     | Monte-Carlo                 | Rome                     | Hambourg                  | Canada                   | Cincinnati              | Stockholm puis Essen puis Stuttgart | Paris                    |
| ----- | ------------------------ | ------------------------- | --------------------------- | ------------------------ | ------------------------- | ------------------------ | ----------------------- | ----------------------------------- | ------------------------ |
| 1990  | —                        | 2e tour C. van Rensburg   | 1er tour J. Courier         | —                        | 1er tour J. Hlasek        | 2e tour A. Agassi        | —                       | —                                   | 1/4 de finale Bo. Becker |
| 1991  | 1/2 finale J. Courier    | 1/8 de finale S. Edberg   | —                           | 1er tour M. Koevermans   | 1/2 finale K. Nováček     | —                        | —                       | 2e tour A. Krickstein               | —                        |
| 1992  | 1/2 finale A. Chesnokov  | —                         | 1/4 de finale G. Prpić      | 1er tour F. Santoro      | Finale S. Edberg          | —                        | —                       | 1/8 de finale P. Korda              | 1/8 de finale J. Courier |
| 1993  | 2e tour F. Santoro       | 1/8 de finale M. Ondruska | 2e tour J. Svensson         | —                        | Victoire A. Chesnokov     | —                        | 1/4 de finale A. Agassi | Victoire G. Ivanišević              | 1/4 de finale S. Edberg  |
| 1994  | —                        | —                         | 1/8 de finale I. Kafelnikov | 1/4 de finale Bo. Becker | 1/2 finale I. Kafelnikov  | —                        | 1/2 finale S. Edberg    | 1/4 de finale Bo. Becker            | 2e tour L. Roux          |
| 1995  | 1/8 de finale M. Larsson | 2e tour M. Joyce          | 2e tour G. Schaller         | —                        | 1/8 de finale W. Ferreira | 1/4 de finale P. Sampras | 1/2 finale M. Chang     | —                                   | —                        |
| 1996  | —                        | —                         | —                           | 2e tour A. Gaudenzi      | —                         | —                        | —                       | 2e tour T. Martin                   | 1er tour S. Edberg       |
| 1997  | —                        | —                         | 2e tour R. Krajicek         | —                        | 2e tour S. Doseděl        | —                        | —                       | —                                   | —                        |

N.B. : sous le résultat se trouve le nom de l’ultime adversaire.